# Life on Planet Groove
| Recensione | Giudizio |
| ---------- | -------- |
| AllMusic   | [ 1 ]    |

Life on Planet Groove è un album dal vivo del sassofonista statunitense Maceo Parker, registrato tra il 5 e il 7 marzo 1992 allo Stadtgarten di Colonia e pubblicato il 20 ottobre dello stesso anno.

## Tracce
1. Shake Everything You've Got – 16:39 (Maceo Parker)
2. Pass the Peas – 11:26 (Charles Bobbit, James Brown, John Starks)
3. I Got You (I Feel Good) – 3:45 (James Brown)
4. Got to Get U – 7:08 (Maceo Parker)
5. Addictive Love – 8:58 (Benjamin Winans, Priscilla Marie Winans, Keith Thomas)
6. Children's World – 6:21 (Maceo Parker)
7. Georgia on My Mind – 7:23 (Hoagy Carmichael, Stuart Gorrell)
8. Soul Power 92 – 14:12 (James Brown, Bobby Byrd, Bootsy Collins, Maceo Parker, Roger Troutman)

## Formazione
- Maceo Parker - sassofono, voce
- Candy Dulfer - sassofono
- Larry Goldings - organo Hammond
- Vincent Henry - basso elettrico, sassofono
- Rodney Jones - chitarra elettrica
- Alfred "Pee Wee" Ellis - flauto, sassofono, voce
- Kym Mazelle - voce
- Kenwood Dennard - batteria
- Fred Wesley - trombone, voce